# Station Thuillies
Station Thuillies was een spoorwegstation langs de spoorlijnen spoorlijn 109 en 111 in Thuillies, een deelgemeente van de stad Thuin.
0,0: Cuesmes ·
1,1: Hyon-Ciply ·
7,2: Harmignies ·
10,1: Vellereille ·
12,8: Estinnes ·
16,6: Fauroeulx ·
22,0: Merbes ·
23,7: Bienne-lez-Happart ·
29,4: Lobbes ·
31,3: Thuin-Ouest ·
34,7: Biesme-sous-Thuin ·
37,5: Thuillies ·
41,6: Strée ·
46,8: Beaumont ·
51,9: Solre-Saint-Géry ·
56,3: Sivry ·
61,9: Rance ·
64,9: Froidchapelle ·
73,8: Robechies ·
78,1: Chimay
0,0: Thuillies ·
6,9: Berzée ·
8,9: Thy-le-Château ·
9,7: Cafonnet ·
11,4: Gourdinne ·
14,1: Laneffe